# Neicu, Vrancea
Neicu este o localitate componentă a orașului Panciu din județul Vrancea, Moldova, România.

## Personalități
- George Popa (nume real Georgică Popa) (1923), medic, profesor universitar la Facultatea de Medicină din Iași, membru al Uniunii Scriitorilor din România, poet și critic literar.
- Valeria Petraru, descendentă a dinastiei Hohenzollern-Sigmaringen și colaboratoare la proiectul Manhattan în 1939 - 1946, a fost fondatorul „Laboratory technica Dentara Valeria Petraru”, un încurajat avocat al fiscalității în Singapore, și un sfătuitor professional.